# 青樹明子
青樹 明子（あおき あきこ、1955年7月5日 - ）は、日本のノンフィクション作家、翻訳家。エクステンション所属

## 経歴
愛知県豊橋市出身。早稲田大学第一文学部演劇科卒業。同大学院アジア太平洋研究科修了。父はサラリーマン新党代表で、元参議院議員の青木茂。
小学生の頃から女優になりたいと思い、中学生時代は演劇部で活動。成城学園高等学校在学中に劇団ひまわり入り。特に時代劇出演志望で、1974年頃から日本舞踊も習っていた。女優として岸田 奈帆子（きしだ なほこ）の芸名でデビュー、『おせん』（TBS系）、『特捜最前線』（テレビ朝日系　神代警視正の娘・神代夏子役）などに出演。
1978年5月には『愛をあなたに』（ユニオンレコード）でレコードデビュー。この芸名は尊敬していた岸田今日子に因んで名付けた。
1980年に『なぜか初恋・南風』（TBS系　和田昌子 役）で出演していた時には、芸名を本名の青木 明子にしていた。その後、テレビの構成作家や舞台の脚本家を経て、1984年に企業PR誌の企画編集および広告制作業「スタッフアドバンス」を妹たちと設立。並行して日本航空国際線機内誌『AGORA（アゴラ）』のライターとして、世界各国での取材活動を行う。
40歳を機に預金や保険を解約して200万円を作り、1995年から2年間北京師範大学と北京語言学院に留学。1998年7月より2001年1月まで中国国際放送（北京放送）日本語部にて日本語放送番組『音楽網站』のラジオパーソナリティを務めたほか、2005年より2013年まで複数の在中放送局にて日本語放送番組の制作に携わった。
2013年12月に帰国。2014年2月より日経中文網（日本経済新聞中国語版）の週連載コラム『演播室by明子』に寄稿する。

## 主な活動実績
- 2010年　第5回「全中国選抜中国日本語スピーチコンテスト」講演講師「若者と反日」
- 2011年　北京・中日成人式2011　総合司会　・南京ジャパンウイーク2011　総合司会
- 2011年　北京・夏祭2011　総合司会・上海ジャパンウイーク　総合司会
- 2012年　中日成人式2012　総合司会
- 2012年　日中国交正常化40周年記念連続シンポジウム名古屋大会　パネルディスカッション・コーディネーター
- 2014年　早稲田大学エクステンションセンター夏学期講師　「報道されない中国の真実」
- 2014年　テレビ東京「未来世紀ジパング」コメンテーター出演
- 2014年　2月～　日経新聞社・中文網にてエッセイ連載
- 2014年　5月～　産経新聞社　サンケイビジネスアイ　コラム連載
- 2015年7月21日　第10回「全中国選抜中国日本語スピーチコンテスト」（日本経済新聞社主催）モデレーター
- 2015年　7月～　Science Portal China（JST中国総合研究交流センター・ポータルサイト）連載エッセイ開始
- 2016年　早稲田大学エクステンションセンター（八丁堀校）冬学期講師「報道されない中国の真実」
- 2016年「公益財団法人 日中友好会館」理事就任

## 作品リスト

### 著作
- 『北京で学生生活をもう一度』（新潮社） 1998年5月
- 『日本の名前をください 北京放送の一〇〇〇日』（新潮社） 2001年12月
- 『日中ビジネス摩擦』（新潮新書） 2003年5月
- 『「小皇帝」世代の中国』（新潮新書） 2005年12月
- 『中国人の頭の中』（新潮新書） 2015年9月
- 『中国人の「財布の中身」』（詩想社発行、星雲社発売） 2016年9月
- 『中国人が上司になる日』（日本経済新聞出版社） 2019年11月
- 『家計簿からみる中国 今ほんとうの姿』（日経BP） 2022年5月

### 翻訳
- 『上海、かたつむりの家』（プレジデント社） 2012年8月